# 戴尔·施罗德
戴尔·施罗德（Dale Schroeder，1919年4月8日－2005年4月12日）是一位来自美国艾奥瓦州的大木匠，为同一家公司工作了67年。他生活俭朴，衣橱里只有两条蓝色牛仔裤：一条上班穿，另一条周日去教堂时穿。施罗德一生未婚，无子女，他将自己的三百万美元财产全部用于资助艾奥瓦州青少年上大学，一共帮助了33人。
施罗德出身贫寒，因此希望帮助其他和自己一样担负不起学费的人，助他们完成学业。施罗德的慷慨解囊，令33名受益人从高等院校顺利毕业，未负债务。这些受益者中有男有女，很多都选择了学医或师范专业。施罗德的最后一位受助人收到了他八万美元的遗赠，于2019年毕业后当了治疗师。